# Wolfram Alpha
Wolfram Alpha je znanstvena tražilica razvijena od strane kompanije Wolfram Research. Alpha ne radi poput klasičnih tražilica tipa Google, već pomoću ugrađenih algoritama pokušava odgovoriti na vaš upit odnosno pitanje. Alpha ne daje rezultate poput prijašnjih tražilica već ih povezuje s poznatim stvarima i zapravo izračunava rezulatate koristeći se bazom algoritama i snagom tisuća procesora koji se nalaze u Dell centrima. Djelo je čovjeka po imenu Stephen Wolfram. Javnosti je predstavljena 15. 5. 2009.

## Općenito
Korisnici upisuju svoja pitanja ili matematičke i druge zadatke u tekstno polje. Nakon toga Wolfram|Alpha izračunava rezultate, radi vizualizaciju iz svoje  baze znanja koristeći se brojnim algoritmima. Upravo takav način rada razlikuje Wolfram|Alphu od ostali tražilica koje zapravo samo indeksiraju velik broj stranica i na korisnički upit daju adrese tih stranica. Wolfram|Alpha je dosta slična projektu Cyc započetom 1984. godine.

## Tehnologija
Wolfram|Alpha je zapravo nekih 5 milijuna linija koda Mathematice (webMathematica i gridMathematica), a pogoni je 10 000 procesora što se stalno povećava.

## Vanjske poveznice
- Wolfram Alpha
- Stephen Wolfram blog